# ريال مدريد موسم 1998–99
كان موسم 1998–99 هو الموسم الثامن والستين لريال مدريد في الدوري الإسباني.